# Ben Foden
Benjamin James "Ben" Foden (ur. 22 lipca 1985 w Chester) – angielski rugbysta, występujący na pozycji łącznika młyna lub obrońcy w zespole Northampton Saints oraz we angielskiej drużynie narodowej.
Dorastał w Beeston, małej miejscowości leżącej na południe od Chester. W rugby zaczął grać w wieku 4 lat.
W drużynie narodowej debiutował 7 lutego 2009 w meczu z Włochami na Twickenham w ramach Pucharu Sześciu Narodów. Pierwsze przyłożenie zanotował 20 marca 2010 w meczu z Francją na Stade de France, natomiast pierwszy triumf w Pucharze Sześciu Narodów w 2011 roku.
Z zespołem klubowym zdobył w 2005 Puchar Challenge, a w 2006 zwyciężył w angielskiej ekstraklasie.
30 czerwca 2012 poślubił piosenkarkę Unę Healy, z którą ma córkę Aoife Belle (ur. 13 marca 2012) i syna Tadhga Johna (ur. 2 lutego 2015).